# Max 500
Max 500 är en låt av bandet Kent. Den utgavs som singel den 9 februari 2005 och är med på albumet Du & jag döden. Singeln toppade listorna i Norge och Sverige, medan den som bäst nådde fjärdeplatsen i Finland och sjätteplatsen i Danmark.
På Trackslistan blev låten 2005 års näst största hit.
Titeln åsyftar en svartklubb i bandets hemstad, Eskilstuna.

## Låtlista
1. "Max 500" (3:37)
2. "M" (4:21)
3. "Välgärningar & illdåd" (3:43) gästsång: Lisa Miskovsky[2]

## Listplaceringar
| Lista (2005) | Topplacering |
| ------------ | ------------ |
| Danmark      | 6            |
| Finland      | 4            |
| Norge        | 1            |
| Sverige      | 1            |